# Gülfem Hatun
Gülfem Hatun, död 1562, var en slavkonkubin till sultan Süleyman I.
Hennes ursprung är okänt. Hon föll offer för den osmanska slavhandeln och placerades i det kejserliga osmanska haremet, möjligen omkring 1511. Gülfem Hatun beskrivs som en av sultanens favoritkonkubiner. Under maktkampen mellan Hurrem Sultan och Mahidevran 1533 tycks hon ha stått utanför, och var uppenbarligen omtyckt av maktkampens segrare, Hürrem Sultan. Denna nämnde Gülfem Hatun i sin korrespondens med sultanens som hennes jämlike och medhustru, medan hon aldrig nämnde Mahidevran. Gülfem Hatun ägnade sig åt ett sort välgörenhetsprojekt, en moské med soppkök och badhus i Üsküdar från 1542. 
När Hürrem Sultan avled 1558, ska sultanen ha återgått till att använda sina slavkonkubiner sexuellt; den enda som är känd är dock Gülfem Hatun. Det uppges att hon, när hon saknade pengar till sitt mosképrojekt, sålde sina nätter med sultanen till hans andra konkubiner, vilket ska ha resulterat i att han gav order om att hon skulle strypas. Detta är dock inte dokumenterat i arkiven. 